# Krankenhaus Barmherzige Brüder (Regensburg)

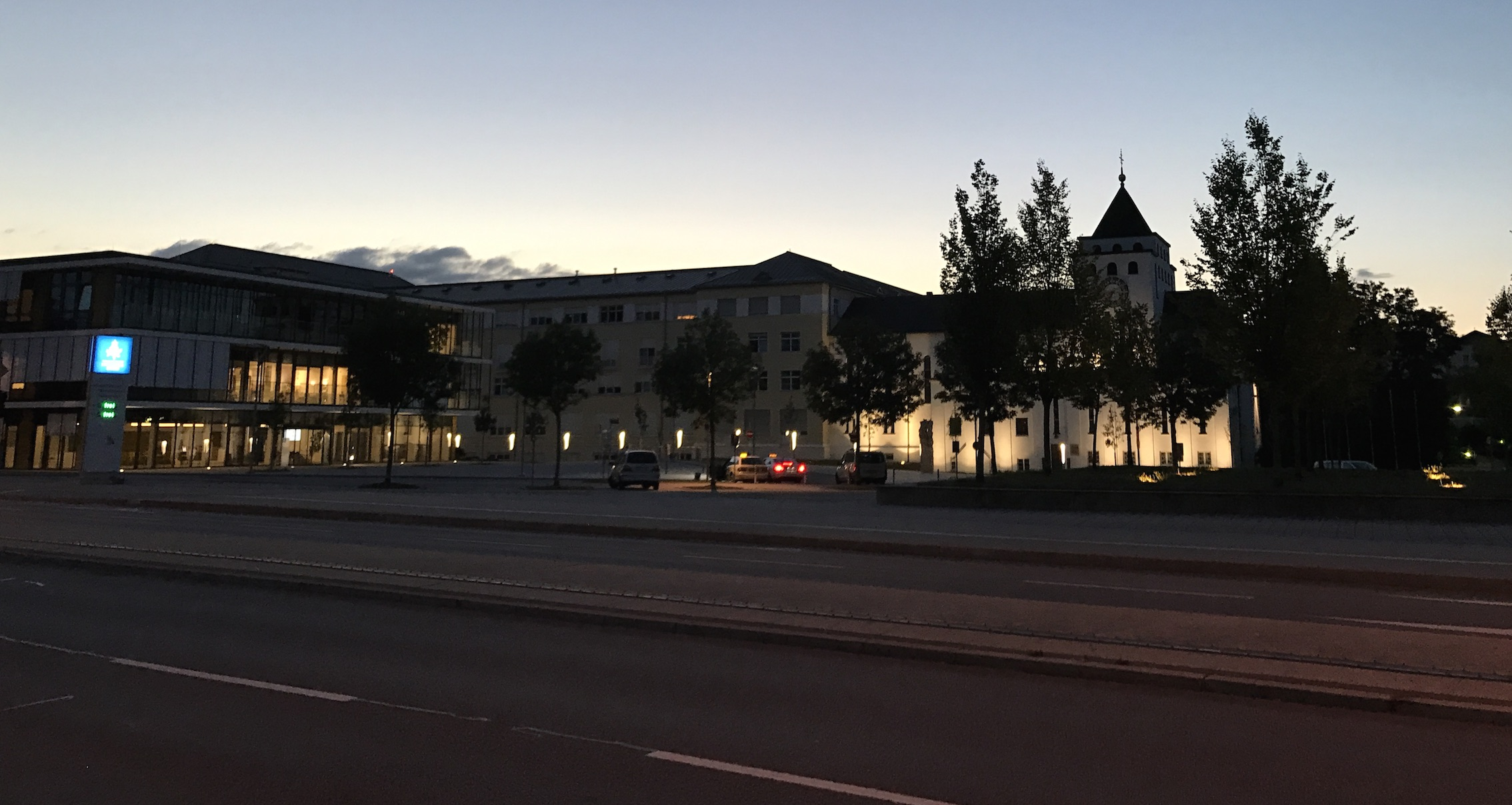
Krankenhaus Barmherzige Brüder in der Abenddämmerung 2017, links das neue Paul-Gerhardt-Haus.

Das Krankenhaus Barmherzige Brüder (auch genannt Krankenhaus der Barmherzigen Brüder) ist ein von der Ordensgemeinschaft der Barmherzigen Brüder geführtes Krankenhaus der III. Versorgungsstufe in Regensburg, das in den Jahren 1927 bis 1929 erbaut wurde. Heute ist das Krankenhaus mit einigen angegliederten Lehrstühlen akademisches Lehrkrankenhaus der Universität Regensburg. Es ist das größte katholische Krankenhaus und das größte Ordenskrankenhaus in Deutschland und nach der Bettenzahl das größte Krankenhaus in Regensburg.

## Geschichte

### Situation um 1900
Am Beginn des 20. Jahrhunderts gab es in Regensburg zwei konfessionell gebundene Krankenhäuser. Das katholische Krankenhaus gegründet 1667 in der Ostengasse 27 war 1806, veranlasst vom damaligen Landesherren Karl Theodor von Dalberg mit einem Anbau für ein evangelisches Krankenhaus erweitert worden. Beide Krankenhäuser wurden 1837 von der Ostengasse in das Komtureigebäude des Deutschen Ordens am Ägidienplatz verlagert, nachdem die Gebäude der Deutschen Ordens in den Besitz des Regensburger Domkapitels übergegangen waren. Das evangelische Krankenhaus gab 1882 den gemeinsamen Standort auf und bezog einen Neubau am Emmeramsplatz.
In den Jahren nach dem Ersten Weltkrieg wurde ersichtlich, dass das Krankenhauswesen in Regensburg unzureichend und veraltet war. Beide vorhandenen Krankenhäuser waren zu dieser Zeit in einem schlechten Zustand und boten 1921 zusammen nur 128 Betten, was bei einer Einwohnerzahl von ca. 53000 eine deutliche Unterversorgung anzeigte. Deshalb musste die Stadt Regensburg das frühere Garnisonslazarett in der Greflinger Straße mit einer Bettenkapazität von 160 zusätzlich anmieten. In der Folge wurden Leitung und Verwaltung des katholischen Krankenhauses von Stadtgemeinde und Domkapitel gemeinsam ausgeübt.

### Bauplanung ab 1920
Der Zustand blieb aber weiterhin unbefriedigend, zumal nach mehreren Eingemeindungen nördlicher und westlicher Vororte die Anzahl der Einwohner von Regensburg auf 77.000 angestiegen war. Deshalb wurden nach 1920 vom neuen Bürgermeister Otto Hipp (1920 – 1933) alte, nicht verwirklichte Pläne aus der Amtszeit der Bürgermeister Otto Geßler (1910 – 1914) und Josef Bleyer (1914 – 1920) wieder aufgegriffen, das für soziale Zwecke hinterlassene Vermögen des Ernst Friedrich von Dörnberg in Höhe von 17,4 Millionen Mark für den Bau eines neuen städtischen Krankenhauses zu verwenden. Dementsprechend machte Hipp noch im September 1925 vom Angebot des Ordens der Barmherzigen Brüder, ein Krankenhaus zu bauen, mit dem Hinweis keinen Gebrauch, dass die Stadt als Träger selbst beabsichtige, ein neues großes Krankenhaus zu bauen. Diese Absicht konnte Bürgermeister Hipp aber nicht weiter verfolgen, als sich herausstellte, dass die Inflation von 1923 das Dörnberg-Vermögen vernichtet hatte.
Bürgermeister Hipp war gezwungen, das Krankenhausbauprojekt dem Orden der Barmherzigen Brüder und ihrem Provinzial Eustachius Kugler zu überlassen. Der hatte seine Pläne zum Bau eines Krankenhauses seit 1921 entwickelt und konnte deshalb bereits im November 1925 einen offiziellen Antrag zum Bau eines Krankenhauses für Männer vorlegen, während der Bau eines Krankenhauses für Frauen einem Frauenorden überlassen wurde. Für das Männerkrankenhaus erwies sich ein Gebiet am westlichen Stadtrand nahe dem heutigen Vorort Prüfening als gut geeignet. Dort war nicht nur die Frischluftzufuhr gesichert. sondern auch Erweiterungsmöglichkeiten vorhanden.
Als Ergebnis seiner Verhandlungen mit Bürgermeister Hipp ergab sich, dass die Stadt sowohl Grund und Boden als auch Anschlüsse an Gas, Wasser und Abwasser kostenlos zur Verfügung stellen musste und Planung, Bauleitung und Bauaufsicht übernehmen sollte. Außerdem musste sich die Stadt verpflichten, selbst kein weiteres Krankenhaus für Männer zu errichten oder zu fördern, solange das geplante Krankenhaus der Barmherzigen Brüder den Bedarf erfüllen konnte.
Als Architekt wurde Landesbaurat Alfred Boßlet verpflichtet, der nach Beratungen mit Medizinern aus München und Würzburg seine Pläne und ein Modell im Juli 1927 vorlegen konnte. Als die zunächst geheim eingestuften Vereinbarungen in der Zeitung „Volkswacht“ der sozialdemokratischen Partei veröffentlicht wurden, meldeten Ärzte in Regensburg Bedenken an und Sozialdemokraten, Gewerkschaften und Liberale entfachten einen Proteststurm gegen das geplante Krankenhaus in konfessioneller Trägerschaft. Gefordert wurde ein weltanschaulich neutrales Krankenhaus in Trägerschaft der Stadt. Dementsprechend knapp war das Ergebnis der Abstimmung am 10. August 1927 im Rat der Stadt mit 17 gegen 14 Stimmen für den Bau des Krankenhauses. Am 12. August wurde der Vertrag unterzeichnet und im November 1927 begannen die Bauarbeiten für das Männerkrankenhaus St. Pius
Noch im Jahr des Baubeginns erklärte auch der Orden der Mallersdorfer Schwestern seine Bereitschaft, ein Frauenkrankenhaus mit 250 Betten zu errichten. Dabei war auch eine Männerabteilung von 20 Betten vorgesehen für Ausbildungszwecke. Provinzial Kugler lehnte dieses Vorhaben kategorisch ab, weil er die vollständige Auslastung des Männerkrankenhauses nicht gefährden wollte. Um die Mallersdorfer Schwestern fernzuhalten, entschloss er sich, der Stadt am 5. Dezember 1928 das Angebot zur Errichtung eins Frauenkrankenhauses mit 200 Betten zu machen. Erneut gab es heftige Auseinandersetzung und der Rat der Stadt stimmte nur mit einer knappen Mehrheit von 17 gegen 15 Stimmen den Bauplänen zu. Baubeginn für das Frauenkrankenhaus St. Vinzenz war im Mai 1929 und im Dezember 1930 war der Bau abgeschlossen.

### Baufinanzierung
Die Finanzierung beider Krankenhausbauten war für den Orden extrem schwierig, weil sich der ursprüngliche geplante Baupreis von vier Millionen Reichsmark im Laufe der Erbauung auf acht Millionen Reichsmark verdoppelte. Bei einem Eigenkapital von nur einer halben Million Reichsmark musste Provinzial Eustachius Kugler ein neues Finanzierungskonzept über Hypotheken entwickeln, an dem sich alle Niederlassungen des Ordens der Bayerischen Ordensprovinz beteiligen mussten. Jedes Ordenshaus in Bayern musste 10 % der jährlichen Einnahmen für den Bau des Krankenhauses in Regensburg abführen. Verglichen mit den hohen Kosten für den Orden waren die von der Stadt aufgebrachten Kosten für Grundstück und Dienstleistung mit ca. 215.000 Reichsmark sehr gering und betrugen weniger als 3 % der Gesamtkosten. Die vom Orden getragenen Baukosten waren so hoch wie die gesamten Einnahmen im städtischen Haushalt des gleichen Jahres. Damit wird klar, dass sich die Stadt Regensburg den Bau des modernen Krankenhauses, zu dem sogar noch ein Isolierbau gehörte, in dieser Zeit niemals hätte leisten können.

### Bauten und Ereignisse bis 1954
Entstanden waren Bauten mit Balkonen im modern-sachlichen Stil des Bauhauses in damals noch großer Distanz zur Stadt in ruhiger Lage. Beide Baukörper – damals noch bekannt als Männerbau St. Pius und Frauenbau St. Vinzenz – waren in der Längsachse versetzt zueinander, so dass auch das zurückgesetzte Frauenkrankenhaus voll in den Genuss der Sonne kam. Versorgungsbauten wurden hinter die Nordseite des Männerbaus platziert. Im Innern waren die Krankenzimmer mit einem oder bis zu sechs Betten gegenüber bisherigen Krankensälen mit 20 Betten ein Fortschritt, ebenso wie die moderne Großküche und die Operationssäle. Bei der Eröffnung 1929 hielt Bürgermeister Hipp fest, dass Regensburg eines der schönsten und bestausgestattenen Krankenhäuser in Deutschland erhalten hätte.
1932 wurde eine Krankenpflegeschule eröffnet.
Die Kriegsjahre überstanden beide Krankenhäuser ohne Beschädigungen, trotz mehrerer Luftangriffe auf die in unmittelbarer Nachbarschaft gelegene Flugzeugfabrik der Messerschmitt GmbH. Von 1945 bis 1954 war das Krankenhaus von der amerikanischen Besatzungsmacht beschlagnahmt. Ab 1954, nach den notwendigen Reparaturen, wurden beide Häuser wieder von den Barmherzigen Brüder betrieben.

## Neuere Entwicklungen
Ab der Mitte der 70er Jahre wurde das Krankenhaus modernisiert. Zuerst wurden eine nuklearmedizinischen Abteilung und eine Abteilung für Strahlentherapie aufgebaut. Im Anschluss daran wurde die Klinik auf die heutigen 19 Fachabteilungen und 5 Belegabteilungen erweitert.
Im Oktober 1988 rückte das Krankenhaus kurzzeitig in den Blickpunkt einer breiten Öffentlichkeit der ganzen Bundesrepublik, als der amtierende bayerische Ministerpräsident Franz Josef Strauß nach einem Zusammenbruch eingeliefert wurde und zwei Tage später verstarb. Sein Leichnam wurde in der Krankenhauskirche Pius V aufgebahrt und es gab ein mehrtägiges Defilee von tausenden Menschen.
1995 wurde das Zentralgebäude errichtet, das die beiden Häuser St. Pius und St. Vinzenz verbindet. Bis 1998 wurde das Haus St. Pius renoviert und dort die Abteilung für Geriatrische Rehabilitation untergebracht. Mit dem Haus St. Rafael wurde 2000 ein neues Bettenhaus mit 165 Betten erbaut.
2001 wurde die Klinik St. Hedwig – eine Frauen- und Kinderfachklinik mit 230 Betten, getragen von den Blauen Schwestern von der hl. Elisabeth in das Krankenhaus Barmherzige Brüder integriert, das damit in der Kindermedizin als Universitätsklinik ausgebaut war. 2002 wurde die Augen-Klinik Dr. Opitz übernommen und in die Klinik St. Hedwig eingegliedert.
Oktober 2008 wurde die neue Klinik für Plastische, Hand- und wiederherstellende Chirurgie eröffnet. Im Dezember folgte dann der Erweiterungsbau des Zentralgebäudes in dem zentrale Funktionen des Krankenhauses wie Chefarztbüros, Fachabteilungen und Rechenzentrum zusammengefasst wurden. Hier fand auch die neue operative Wachstation Platz.
Ende Oktober 2015 musste nach dem Fund einer Fliegerbombe das gesamte Krankenhaus komplett evakuiert werden, eine organisatorisch hohe Herausforderung, denn nie zuvor war ein Krankenhaus in dieser Größe evakuiert worden.
Im November 2013 erfolgte die Fusion des am Emmeramsplatz betriebenen Evangelischen Krankenhauses Regensburg mit dem Krankenhaus Barmherzige Brüder.
Als „Ersatzneubau“ für das Evangelische Krankenhaus wurde das Paul-Gerhardt-Haus auf dem Gelände des Krankenhauses Barmherzigen Brüder errichtet. Schwerpunktmäßig wurde dort ein Zentrum für Altersmedizin mit Akutgeriatrie, eine Geriatrische Frührehabilitation sowie eine Akutgeriatrische Tagesklinik eingerichtet. Der Umzug der Patienten überwiegend von den Stationen des Krankenhauses Barmherzige Brüder erfolgte im Januar 2017 – wiederum ein logistischer Kraftakt.
Am 28. Oktober 2021 erhielt das Krankenhaus den Auftrag als Maximalversorger. 

## Krankenhauskirche Pius V.
Zum Krankenhaus gehört die denkmalgeschützte Kirche Pius V.

## Zahlen, Daten, Fakten
- circa 3.500 Mitarbeiter
- 957 Akutbetten
- 45 Behandlungsplätze in der Geriatrischen Rehabilitation
- circa 50.000 stationäre Patienten pro Jahr[9]
- circa 140.000 ambulante Patienten pro Jahr

## Kliniken, Institute, Bereiche
- Anästhesie, operative Intensivmedizin, Schmerztherapie
- Anästhesie, Schmerztherapie in der Klinik St. Hedwig
- Allgemein- und Viszeralchirurgie
- Augenheilkunde
- Endokrinologie, Stoffwechsel, Angiologie, Pneumologie
- Frauenheilkunde und Geburtshilfe
- Gastroenterologie, Hepatologie, Infektiologie, Rheumatologie
- Gefäßchirurgie
- Geriatrische Rehabilitation
- Hals-Nasen-Ohren-Heilkunde
- Kardiologie
- Kinder- und Jugendmedizin
- Kinderchirurgie
- Kinderonkologie (im Januar 2010 an das Universitätsklinikum Regensburg gezogen)
- Kinderurologie
- Mund-, Kiefer- und Gesichtschirurgie
- Neurochirurgie
- Neurologie
- Onkologie und Hämatologie
- Plastische, Hand- und wiederherstellende Chirurgie
- Röntgendiagnostik, Kernspintomographie
- Stroke-Unit
- Strahlentherapie
- Thoraxchirurgie
- Unfallchirurgie, Orthopädie, und Sportmedizin
- Urologie
- Palliativmedizin
- Berufsfachschule für Krankenpflege
- Berufsfachschule für Kinderkrankenpflege

## Weitere Krankenhäuser und Institutionen des Krankenhauses Barmherzige Brüder im Verbund
- Medizinisches Versorgungszentrum Cham

- BB Krankenhaus St. Barbara Schwandorf
- BB Klinikum St. Elisabeth Straubing

## Kooperationspartner
Die Kreisklinik Wörth an der Donau ist Kooperationspartner des Krankenhauses Barmherzige Brüder.

## Belege
1. 1 2 3 4  Werner Chrobak: Das Krankenhaus der Barmherzigen Brüder. In: M. Dallmeier, H. Reidel, Eugen Trapp (Hrsg.): Denkmäler des Wandels, Produktion, Technik, Soziales. Regensburger Herbstsymposium zur Kunst, Geschichte und Denkmalpflege, 2000. Scriptorium Verlag für Kultur und Wissenschaft, Regensburg 2003, ISBN 3-9806296-4-3, S. 64 ff.
2. ↑  Franz Josef Strauß: Tod in Regensburg auf www.mittelbayerische.de
3. ↑  Bombe: 5300 Menschen werden evakuiert auf www.mittelbayerische.de
4. ↑  Bombenfund in Regensburg: Klinik-Evakuierung Komplettes Krankenhaus muss evakuiert werden (Memento vom 27. Oktober 2015 im Internet Archive) auf www.br.de
5. ↑  Wochenblatt.de: Evangelisches Krankenhaus: Über die Zukunft der Klinik, des Gebäudes und der Mitarbeiter. In: Wochenblatt.de. (wochenblatt.de [abgerufen am 2. Oktober 2017]).
6. ↑  Wochenblatt.de: Das Evangelische ist Geschichte – dafür bekommt Regensburg ein neues Krankenhaus! In: Wochenblatt.de. (wochenblatt.de [abgerufen am 2. Oktober 2017]). Das Evangelische ist Geschichte – dafür bekommt Regensburg ein neues Krankenhaus! (Memento vom 3. Oktober 2017 im Internet Archive)
7. ↑  mittelbayerische.de: Ein komplettes Krankenhaus wird verlegt. In: Mittelbayerische Zeitung. (mittelbayerische.de [abgerufen am 2. Oktober 2017]).
8. ↑  Barmherzige jetzt Maximalversorger. Abgerufen am 7. November 2021.
9. ↑  Unser Haus - Krankenhaus Barmherzige Brüder Regensburg. Abgerufen am 7. November 2021.